# Acalypha schultesii
Acalypha schultesii är en törelväxtart som beskrevs av Cardiel. Acalypha schultesii ingår i släktet akalyfor, och familjen törelväxter. Inga underarter finns listade i Catalogue of Life.